# Bouillac (Tarn-et-Garonne)

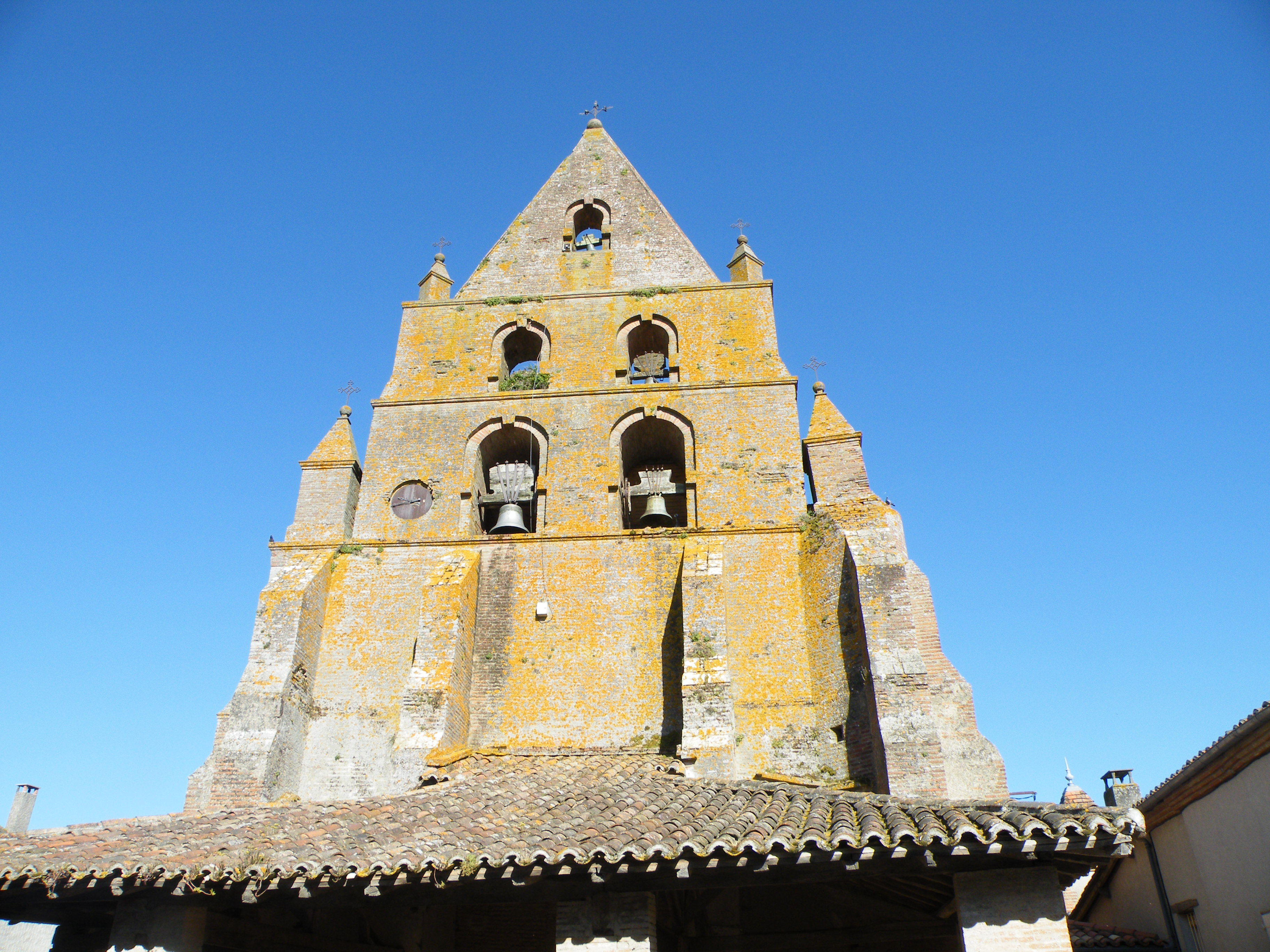
Glockenturm

Bouillac (okzitanisch Bolhac) ist eine französische Gemeinde mit 577 Einwohnern (Stand 1. Januar 2022) im Département Tarn-et-Garonne in der Region Okzitanien (zuvor Midi-Pyrénées).
Die Bewohner werden les Bouillacois genannt.

## Geographie
Die Gemeinde Bouillac liegt etwa 40 Kilometer nordwestlich von Toulouse am Fluss Nadesse.

## Geschichte
Die Gemeinde wurde im Jahre 1114 vom Kloster Grandselve gegründet.
| Jahr      | 1962 | 1968 | 1975 | 1982 | 1990 | 1999 | 2008 |
| --------- | ---- | ---- | ---- | ---- | ---- | ---- | ---- |
| Einwohner | 447  | 504  | 467  | 454  | 456  | 447  | 531  |

## Sehenswürdigkeiten
- Kloster Grandselve